# Morgen, ihr Luschen! Der Ausbilder-Schmidt-Film
Morgen, ihr Luschen! Der Ausbilder-Schmidt-Film ist eine deutsche Action-Komödie aus dem Jahr 2008 von Mike Eschmann mit Holger Müller in der Hauptrolle des „Ausbilders Schmidt“.

## Handlung
In der Kaserne von Ausbilder Schmidt (Stabsunteroffizier) hat sich hoher Staatsbesuch angekündigt. Prinz Ravan und Prinzessin Shirin werden erwartet, die später einen Friedensvertrag auf Schloss Schwangau unterzeichnen sollen, nachdem das im Mittleren Osten gelegene Königreich Kallutschistan mit Unterstützung der UNO einen Staatsstreich von Ravans korruptem Zwillingsbruder Habib niederschlagen konnte. Um beim Empfang in der Kaserne vor Ausbilder Schmidt sicher zu sein, schickt Oberst Herold, vom 4./Grenadier Bataillon 3,  ihn ins weit entfernte Planquadrat 56, um dort vermeintliche Terroristen zu bekämpfen. Ihm zur Seite stellt der Oberst den Sohn des Generals, den pazifistischen Rekruten Rainer Zielinski. Als dort zwei bewaffnete Männer auftauchen, überwältigen Schmidt und Zielinski sie, mehr unfreiwillig als gewollt, als vermeintliche Terroristen. Deren KSK-Abzeichen der Kommando Spezialkräfte interpretiert Schmidt als „Koran-Sieges-Kämpfer“.
Zurück in der Kaserne wird Prinz Ravan vom totgeglaubten Zwillingsbruder Habib entführt, der an seine Stelle tritt. Prinz Ravan wird in die Katakomben des nahegelegenen Schlosses Schwangau gebracht. Schmidt, Zielinski und Shirin werden vom KSK unter Brigadegeneral Scheel-Golowski verfolgt. Schließlich flüchten sich die Drei in das Wochenendhaus von Opa Schmidt. Der und der „Rollstuhl-Opa“ besitzen eine große Waffensammlung aus dem Zweiten Weltkrieg und haben das Haus mit einer Panzerung ausgestattet. Als das KSK das Haus stürmen will, schießen Schmidt, sein Opa und der Rollstuhl-Opa zurück, während Zielinski und Shirin in Deckung gehen. Schließlich geht den Verteidigern im Haus die Munition aus. Also täuschen sie eine Kapitulation vor, sodass Schmidt, Zielinski und Shirin durch einen Geheimtunnel fliehen können, während Opa Schmidt und der „Rollstuhl-Opa“ in einem Weltkriegspanzer das KSK ablenken und dabei unter anderem einen VW Käfer abschießen.
Um ins Schloss Schwangau einzudringen, schließen sich die Drei der Ballett-Gruppe Magical Poetic Dance Company an, deren Leiter ein Freund von Zielinski ist. Da die komplette Gruppe augenscheinlich nur aus homosexuellen Tänzern besteht, verweigert Schmidt, aufgrund seiner toxischen Männlichkeit und konservativen Weltbildes, die Zusammenarbeit. Er kann aber von Prinzessin Shirin überredet werden. Im Schloss entdecken sie, dass die Einsatzleiterin, General Scheel-Golowski, mit Habib unter einer Decke steckt. Nach Unterzeichnung des Friedensvertrags soll das „Licht des Friedens“ angezündet werden, doch würde dadurch auch der unter dem Festsaal deponierte Sprengstoff gezündet werden. Schmidt zündet das Licht versehentlich selbst an, kann es jedoch rechtzeitig auspinkeln und die Prinzessin sowie Ravan retten. Aufgrund seines heldenhaften Einsatzes wird ihm der Posten eines Brigadegenerals angeboten, welchen er aber ablehnt, da er nach eigener Aussage bereits den besten Job der Welt habe. Der Film endet, wo er begonnen hat. Mit Zielinski, mit dem ihm nun eine kameradschaftliche Freundschaft verbindet, auf dem Kasernenhof bei der Ausbildung.

## Hintergrund
Die Dreharbeiten begannen am 23. Juni 2007 und endeten am 31. August 2007. Gedreht wurde in Berlin und Umgebung. Das im Film gezeigte Schloss ist Schloss Boitzenburg in der Uckermark. Die Produktionskosten des Films wurden auf 5,5 Millionen Euro geschätzt. Der Deutsche Filmförderfonds, die Filmförderungsanstalt, der FilmFernsehFonds Bayern und das Medienboard Berlin-Brandenburg förderten das Projekt mit zusammen rund 2,5 Millionen Euro.
Die Uraufführung des Films war am 14. Oktober 2008 auf dem Köln Comedy FilmFestival. Am 7. Februar 2009 wurde der Film beim European Film Market vorgeführt. Der bundesweite Kinostart erfolgte am 23. April 2009. Die Veröffentlichung auf DVD erfolgte am 12. November 2009 durch Universal Studios mit einer FSK-12-Freigabe. Am 27. November 2011 wurde der Film von RTL II erstmals im deutschen Free-TV ausgestrahlt. In Deutschland wurden lediglich ca. 5000 Kinobesucher gezählt.
Zahlreiche Details des Films in Bezug auf Uniformierung, militärische Formen, Hierarchie sowie Verbandsnamen der Bundeswehr entsprechen nicht der Realität oder sind im Zusammenhang nicht schlüssig.

## Soundtrack
Am 10. April 2009 wurde vom Musiklabel Seven Sea Music ein Soundtrack veröffentlicht, der 14 Musiktitel enthält.
| Nr. | Titel                                                    |
| --- | -------------------------------------------------------- |
| 1.  | Schmidts Ritt der Walküre                                |
| 2.  | Drecksack (WOT)                                          |
| 3.  | Sahids finest hour                                       |
| 4.  | The evil plan                                            |
| 5.  | Western Schmidt                                          |
| 6.  | Kampfmaschine (Get up – I feel like beeing a sexmachine) |
| 7.  | Hymn of the opas                                         |
| 8.  | Opa Schmidts Panzer                                      |
| 9.  | Habib vs. Shirin                                         |
| 10. | Schmidts mission                                         |
| 11. | Ich geb Gas (Ich will Spaß)                              |
| 12. | KSK im Planquadrat                                       |
| 13. | Nationalhymne Kalutschistan                              |
| 14. | Drecksack (WOT) (Party Remix – Extended Version)         |

Der zweite sowie der letzte Musiktitel des Soundtracks sind Coverversionen des Hits Wot (Say Captain, say wot) von Captain Sensible aus dem Jahr 1982. Der elfte Musiktitel ist eine Coverversion des Titels Ich will Spaß, mit dem Markus 1982 in Deutschland einen Nummer-eins-Hit landete. Bei beiden Musiktiteln änderte Holger Müller den Liedtext in komödiantischer Art.

## Rezeption
Nach Meinung Stefan Ludwigs von Filmstarts scheitert der Film „an der Herausforderung, einen erfolgreichen Bühnencharakter auf die Leinwand zu transportieren“. Während Schmidt in seinem Programm „militaristische Parolen“ schmettere, „dass dem Publikum das Lachen im Halse stecken bleibt“, verkomme er im Kino „zum trotteligen Truppenkommandeur“. Das Konzept des Films erinnere an die Schweizer Filmkomödie Achtung, fertig, Charlie! des Regisseurs Mike Eschmann, der für sein Werk in der Schweiz gefeiert wurde. Eschmann, der nach Meinung von Ludwig wenig aus den Fehlern von Achtung, fertig, Charlie! gelernt habe, führte auch bei Holger Müllers Film Regie. Dieser sei „so schlecht und ohne jedes Timing inszeniert, dass er nicht einmal zu provozieren vermag“. Ludwig urteilt, „der Humor ist dabei derart vorhersehbar und gleichzeitig so aufdringlich, dass das Publikum sich für die Macher andauernd fremdschämt“, und vergleicht den Film im selben Atemzug mit Mario Barths Film Männersache, der an ähnlichen Problemen kranke. Einzig für die Leistung Ingo Appelts fand Ludwig positive Worte. Als abschließende Bewertung vergab Ludwig 1,5 von 5 möglichen Punkten.
Cinema meint: „Als Radio-Comedy war „Morgen, ihr Luschen!“ ein Hit. Die Kinoleinwand ist für Ausbilder Schmidt und seine wehrkraftzersetzenden Kalauer dagegen ein paar Nummern zu groß. Der Bundeswehrklamauk bringt es gerade mal auf einen halbwegs gelungenen Gag (eine Autoverfolgungsjagd im Rückwärtsgang) und nervt ansonsten mit einer haarsträubend beknackten Verschwörungsstory und abgedroschenen Schwulenwitzen.“
Der Filmdienst urteilt im Lexikon des internationalen Films: „Erster Kinoabstecher einer Comedy-Figur mit hanebüchenem Plot und einer kruden Nummernrevue voller kalauernder Gags und müder Stunts. Was als ironische Action-Parodie gedacht ist, kommt über eine männerbündische Sketch-Parade nicht hinaus. Die Koketterie mit politisch unkorrekten Themen lohnt nicht die geringste Auseinandersetzung.“